# Fender Duo-Sonic
A Fender Dou-Sonic egy elektromos gitár modell, melyet az amerikai Fender hangszercég készített 1956-tól, a Musicmaster kéthangszedős testvérmodelljeként. A Duo-Sonic a Musicmasterhez hasonlóan a rövid skálahosszúságú gitárok közé tartozott – a hagyományos 25,5 inches Fender menzúránál 3 hüvelykkel rövidebb, 22,5 inches a rezgő húrhosszúság.
A Fender 1969-ben kivonta a modellt a forgalomból, majd az 1990-es évek közepén ismét bekerült a kínálatba, de 1997-ben végleg visszavonták.

## Felépítése
A Duo-Sonic teste megegyezik a Musicmaster, majd később a Mustang modellével. A Musicmasterhez képest két hangszedővel rendelkezik. A hangszedőváltó-kapcsoló érdekes módon a függőleges irányú, és a test alsó túlnyúlásán kapott helyet. A hangszedők egyébként a kapcsolók segítségével beállíthatók úgy is, hogy egyetlen ikertekercses (humbucker)-ként működjenek, ami csökkenti a felvett zajt, és teltebb hangzást biztosít. A Duo-Sonic II bevezetésekor a Mustanghoz hasonló változtatások kerültek a gitárra.

## Külső hivatkozások
- Fender Musicmaster/Duo-Sonic Gallery
- Harmony Central